# 10012 Tmutarakania
10012 Tmutarakania (1978 RE3) là một tiểu hành tinh vành đai chính được phát hiện ngày 3 tháng 9 năm 1978 bởi Nikolai Chernykh và Lyudmila Karachkina ở Đài vật lý thiên văn Crimean. Nó được đặt theo tên the principality thuộc Tmutarakan which existed between the 10th và 12th centuries ngày Taman Peninsula bordering Black Sea.